# Hengshan, Chongqing
Hengshan (kinesiska: 横山) är en köping i sydvästra Kina. Den ligger i stadsdistriktet Qijiang i storstadsområdet Chongqing, omkring 51 kilometer söder om det centrala stadsdistriktet Yuzhong. Antalet invånare är 11 063. Befolkningen består av 5 287 kvinnor och 5 776 män. Barn under 15 år utgör 15,0 %, vuxna 15-64 år 69 %, och äldre över 65 år 15,0 %.